# ويليام شيريدان ألين
ويليام شيريدان ألين (بالإنجليزية: William Sheridan Allen)‏ هو مؤرخ وكاتب أمريكي، ولد في 5 أكتوبر 1932 في إيفانستون في الولايات المتحدة، وتوفي في 14 مارس 2013 في بوفالو في الولايات المتحدة.